# Hans Olsson (canoista)
Hans Petter Olsson (Göteborg, 18 dicembre 1964) è un ex canoista svedese.

## Palmarès

### Mondiali
- 4 medaglie:
  - 1 argento (K2 10000 m - con Karl Sundqvist - a Copenaghen 1993)
  - 3 bronzi (K4 10000 m - con Gunnar Olsson, Karl Sundqvist e Peter Orban - a Poznań 1990; K4 10000 m - con Jonas Fager, Pablo Grate e Peter Orban - a Parigi 1991; K2 1000 m - con Karl Sundqvist - a Copenaghen 1993)